# Mad Butcher
Albums de Destruction
Eternal Devastation
(1986) Release from Agony
(1988)
Mad Butcher est le deuxième EP du groupe de thrash metal allemand Destruction. L'album est sorti en 1987 sous le label Steamhammer Records.

## Musiciens
- Marcel Schirmer - Chant, Basse
- Mike Sifringer - Guitare
- Harry Wilkens - Guitare
- Oliver Kaiser  - Batterie

## Liste des titres
| No | Titre                         | Durée |
| -- | ----------------------------- | ----- |
| 1. | Mad Butcher                   | 5:01  |
| 2. | The Damned (Plasmatics cover) | 3:54  |
| 3. | Reject Emotions               | 6:50  |
| 4. | The Last Judgement            | 3:11  |